# 4-(二甲基氨基)苯基五唑
4-(二甲基氨基)苯基五唑，是一个不稳定的、有爆炸性的化合物，它包含了非常罕见的由五个氮原子组成的五唑环。苯环对位上的二甲基氨基的给电子效应使得此化合物比苯基五唑更稳定。在室温下，其化学半衰期只有几个小时，然而在超低温下储存是可能的。这个化合物在1956年与其他取代的芳基五唑一起被初次制备出来。对各种其他的衍生物的研究也在进行，但必定由于这些化合物的不稳定性而受到限制。 一些取代基更多的衍生物，如 2,6-二羟基-4-(二甲基氨基)苯基五唑，要稍微更稳定一些，但是反过来，制备这些衍生物的难度更大。目前的研究聚焦于形成这些五唑衍生物的过渡金属配合物，因为五唑环可能由于与金属中心的化学键而稳定下来。